# Franc Doberlet
Franc Doberlet, slovenski obrtnik in organizator gasilstva, * 6. april 1832, Ljubljana, † 5. maj 1916, Ljubljana. 

## Življenje in delo
Izučil se je v Ljubljani, tam 1857 ustanovil delavnico za tapetništvo in dekoraterstvo, odprl  trgovino pohištva in prvi pogrebni zavod, prenovil dekoracije starega in napravil večino dekoracij novega deželnega gledališča v Ljubljani in gledališča na Reki. Ko mu je leta 1869 ljubljanski župan J. Suppan poveril organizacijo gasilstva, je odšel na potovanje, proučil naprave in pravila že obstoječih društev v Gradcu in drugih mestih na Štajerskem, ustanovil 1870 v Ljubljani prvo prostovoljno gasilno društvo na Kranjskem in ga vodil od 1870-1900. Organiziral je gasilska društva po deželi, ki so se 1888 združila v Deželno zvezo gasilskih društev na Kranjsem in jo vodil do 1913. S svojim organizacijskim delom si je pridobil naziv »očeta kranjskega gasilstva«. 